# Валфлоријана
Валфлоријана (итал. Valfloriana) је насеље у Италији у округу Тренто, региону Трентино-Јужни Тирол.
Према процени из 2011. у насељу је живело 567 становника. Насеље се налази на надморској висини од 845 м.

## Становништво
| 1931. | 1936. | 1951. | 1961. | 1971. | 1981. | 1991. | 2001. | 2011. |
| ----- | ----- | ----- | ----- | ----- | ----- | ----- | ----- | ----- |
| 1.155 | 1.052 | 1.028 | 1.000 | 819   | 669   | 582   | 567   | 530   |